# Мещерская, Вера Кирилловна
Княгиня Вера Кирилловна Мещерская, урождённая Струве (22 января (4 февраля) 1876—17 декабря 1949) — фрейлина двора (02.04.1895), основательница Русского дома в Сент-Женевьев-де-Буа.

## Биография
Дочь дипломата Карла (Кирилла) Струве (1835—1907) от его брака с Марией Анненковой (1844—1889). По матери была внучкой генерала Н. Н. Анненкова, по отцу двоюродной сестрой П. Б. Струве. Родилась в Токио, крещена была 7 февраля 1876 года в Воскресенской церкви при русском посольстве при восприемстве бабушки В. И. Анненковой (в честь которой и получила имя) и барона Р. Р. Розена.
До 1882 года жила с родителями в Японии, позже в Вашингтоне. Будучи фрейлиной двора, 16 апреля 1900 года в Ницце вышла замуж за флигель-адъютанта, полковника князя Петра Николаевича Мещерского (1869—1944), из богатой семьи владельцев Дугинской усадьбы. Жила с мужем в Петербурге.
После Октябрьской революции эмигрировала во Францию, где вместе с сестрой Еленой Орловой открыла пансион для благородных девиц. Позже при финансовой поддержке одной из своих воспитанниц, богатой американки мисс Доротеи Пэджет, купила вблизи Парижа (в тридцати километрах) участок земли, где 2 апреля 1927 года организовала Русский дом — дом престарелых для эмигрантов первой волны. Благодаря своим связям, главным образом с иностранцами, Мещерской удавалось привлекать крупные пожертвования. Русский дом существует до настоящего времени, хотя русских в нём теперь — меньше половины. Похоронена княгиня Мещерская вместе с мужем на кладбище Сент-Женевьев-де-Буа.
В браке имела дочерей — Марию (07.03.1904) и Марину (1912—1994; с 1934 года замужем за графом Михаилом Илларионовичем Воронцовым-Дашковым, с 1955 — за графом Иваном Павловичем Шуваловым) и сыновей — Николая (1905—1966), Кирилла (1907—1923) и Никиту (1909—1942 (убит под Смоленском); его вторая жена Антуанетта де Гегенек де Буаю (1908—2008), с 1953 года председатель попечительского совета русского кладбища Сент-Женевьев-де-Буа, с 1980 года почётный директор Русского дома).